# بهرام میرزا سردار مسعود
بهرام میرزا سردار مسعود (زاده ۱۸۸۵ – درگذشته ۲۴ مارس ۱۹۱۶) شاهزاده قاجار، پسر مسعود میرزا ظل‌السلطان و نوه ناصرالدین شاه بود.
بهرام میرزا یکی از طرفداران انقلاب مشروطه بود. با روی کار آمدن محمدعلی شاه و آغاز استبداد صغیر، بهرام میرزا به همراه پدرش ایران را ترک کرد و مدتی در نیس و پاریس به سر برد. او در هنگام بازگشت به ایران مسافر کشتی فرانسوی اس‌اس ساسکس بود که هدف حمله اژدرهای آلمانی قرار گرفت و در طی آن تعداد زیادی از خدمه و مسافران از جمله بهرام میرزا کشته شدند. درگذشت بهرام میرزا در روز دوم آوریل ۱۹۱۶ در روزنامه‌ی فیگارو بازتاب یافت و روزنامه شهر نیس در باره این حادثه چنین نوشت:«متأسفانه در آن کشتی مهمان محبوب ما بهرام میرزا از بین رفت. او از سال ۱۹۰۵ با پدرش ظل‌السلطان، فرزند ارشد ناصرالدین‌شاه، و برادرانش در شهر نیس زندگی می‌کردند... او در جشن‌های ملی فرانسه و مراسم جمع‌آوری کمک برای فقرا شرکت می‌کرد. شهردار شهر نیس علاقه زیادی به او داشت و او را شاهزاده محبوب می‌نامید.»